# Elezioni parlamentari in Norvegia del 1897
Le elezioni parlamentari in Norvegia del 1897 si tennero tra il 14 agosto e il 30 novembre. Esse hanno visto la vittoria del Partito Liberale con 79 seggi su 114.

## Risultati
| Partito Liberale                                 | 87 548  | 52,68 | 79  |  |  |  |
| Partito Conservatore - Partito Liberale Moderato | 77 682  | 46,75 | 25  |  |  |  |
| Partito Laburista Norvegese                      | 947     | 0,57  | –   |  |  |  |
| Totale                                           | 166 177 | 100   | 114 |  |  |  |
|                                                  |         |       |     |  |  |  |
| Voti non validi                                  | 1 030   | 0,62  |     |  |  |  |
| Votanti                                          | 167 207 |       |     |  |  |  |